# Брандон Соппі
Брандон Соппі (фр. Brandon Soppy, нар. 21 лютого 2002, Обервільє) — французький футболіст, правий захисник італійської «Аталанти». На правах оренди грає за «Торіно».
Виступав за юнацькі збірні Франції.

## Клубна кар'єра
Народився 21 лютого 2002 року в місті Обервільє. Вихованець Академії Клерфонтен, звідки 2017 року перейшов до системи підготовки гравців «Ренна».
У дорослому футболі дебютував 2018 року виступами за другу команду цього клубу у Другому дивізіоні аматорського чемпіонату. За два роки, у 2020, був переведений до головної команди «Ренна».
У серпні 2021 року перейшов за 2 мільйони євро до італійського «Удінезе», з яким уклав п'ятирічний контракт. Протягом сезону 2021/22 юний француз був основним правим захисником команди, а невдовзі після початку наступного сезону вже за 9 мільйонів євро перебрався до «Аталанти». Протягом сезону 2022/23 залишався зазвичай гравцем запасу бергамського клубу, взявши участь у 16 іграх усіх турнірів.
31 серпня 2023 року на правах оренди перейшов до «Торіно».

## Виступи за збірну
2017 року дебютував у складі юнацької збірної Франції (U-16), загалом на юнацькому рівні за команди різних вікових категорій взяв участь у 34 іграх, відзначившись одним забитим голом.

## Статистика виступів

### Статистика клубних виступів
Станом на 31 серпня 2023
| Сезон               | Команда             | Чемпіонат           | Чемпіонат | Чемпіонат | Національний кубок | Національний кубок | Національний кубок | Континентальні кубки | Континентальні кубки | Континентальні кубки | Інші змагання | Інші змагання | Інші змагання | Усього | Усього | Усього |
| Сезон               | Команда             | Ліга                | Ігор      | Голів     | Ліга               | Ігор               | Голів              | Ліга                 | Ігор                 | Голів                | Ліга          | Ігор          | Голів         | Ігор   | Голів  |        |
| ------------------- | ------------------- | ------------------- | --------- | --------- | ------------------ | ------------------ | ------------------ | -------------------- | -------------------- | -------------------- | ------------- | ------------- | ------------- | ------ | ------ | ------ |
| 2018–19             | «Ренн-2»            | АЧФ2                | 1         | 0         |                    | -                  | -                  |                      | -                    | -                    |               | -             | -             | 1      | 0      |        |
| 2019–20             | «Ренн-2»            | АЧФ2                | 10        | 0         |                    | -                  | -                  |                      | -                    | -                    |               | -             | -             | 10     | 0      |        |
| 2020–21             | «Ренн»              | Л1                  | 9         | 0         | КФ                 | 2                  | 0                  |                      | -                    | -                    |               | -             | -             | 11     | 0      |        |
| 2021–22             | «Удінезе»           | A                   | 28        | 0         | КІ                 | 2                  | 0                  | -                    | -                    | -                    | -             | -             | -             | 30     | 0      |        |
| лип.-серп. 2022     | «Удінезе»           | A                   | 1         | 0         | КІ                 | 1                  | 0                  | -                    | -                    | -                    | -             | -             | -             | 2      | 0      |        |
| Усього за «Удінезе» | Усього за «Удінезе» | Усього за «Удінезе» | 29        | 0         |                    | 3                  | 0                  |                      | -                    | -                    |               | -             | -             | 32     | 0      |        |
| 2022–23             | «Аталанта»          | A                   | 15        | 0         | КІ                 | 1                  | 0                  | -                    | -                    | -                    | -             | -             | -             | 16     | 0      |        |
| 2023–24             | «Торіно»            | A                   | 0         | 0         | КІ                 | 0                  | 0                  | -                    | -                    | -                    | -             | -             | -             | 0      | 0      |        |
| Усього за кар'єру   | Усього за кар'єру   | Усього за кар'єру   | 64        | 0         |                    | 6                  | 0                  | -                    | -                    | -                    |               | -             | -             | 70     | 0      |        |